# Didea fuscipes
Didea fuscipes är en tvåvingeart som beskrevs av Friedrich Hermann Loew 1863. Didea fuscipes ingår i släktet vinkelblomflugor, och familjen blomflugor. Inga underarter finns listade i Catalogue of Life.